# Wybrzeże Scotta

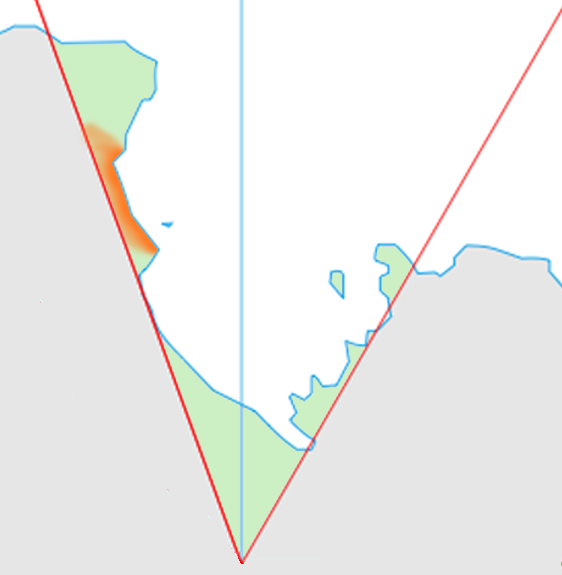
Położenie na mapie regionu Morza Rossa

Wybrzeże Scotta (ang. Scott Coast) – część wybrzeża antarktycznej Ziemi Wiktorii, rozciągająca się od Przylądka Waszyngtona, który od północy dzieli je od Wybrzeża Borchgrevinka, do urwiska Minna Bluff, wyznaczającego na południu granicę z Hillary Coast. Od wschodu przylega do niego Morze Rossa. W jego południowej części leżą Suche Doliny McMurdo.
Nazwa wybrzeża pochodzi od Roberta Scotta, polarnika, który podczas dwóch wypraw na początku XX wieku zbadał ten region wybrzeża i nazwał wiele obiektów geograficznych na nim.